# Кунигамское наречие

Распространение двух наречий окинавского языка: синим — кунигамское, красным — собственно окинавское.

Кунигамское наречие (кунигами, кундзян) — одно из двух наречий окинавского языка, одного из рюкюских языков. Распространено на севере Окинавы.

## Фонетика
В кунигами имеются уникальные для японо-рюкюских языков звуки. Так, кунигами обладает серией «твёрдых» (глоттализованных) согласных: взрывом, носовым и глайдом. В кунигами также сохранились фонемы /h/ и /p/: в современном японском языке последняя мутировала в /h/. Например, в диалекте Накидзина есть слово /haʔkáí/ (свет, лампа; также сёдзи, бумажные перегородки в японском доме), в японском есть когнат этого слова, /akárí/ (свет, луч; светильник); кунигами сохранил начальный /h/, имеет глоттальную смычку /ʔk/, а также содержит элизию протояпонского *r перед *i. В кунигами сохраняется различие между словами /ʔkumuú/ (облако) и /húbu/ (паук), которые в японском звучат одинаково: /kumo/.

## Лексика
В кунигами есть слова неясной этимологии, например, шинчун (/ʃíntʃún/), непереходный глагол со значением «тонуть». Это слово сравнивают со старояпонским しづく сидзуку, встречающимся в старинной поэзии в значении «тонуть в толще воды, покоиться на дне; виднеться из-под воды». Однако в кунигами уже есть слово синцун, являющееся однозначным когнатом старояпонского сидзуку и восходящее к тому же протояпонскому слову, что и сидзуку.

## Морфология
Одно из самых заметных различий между кунигами и японским языком — образование наречий добавлением окончания /-sa/ к прилагательному: /tuusá panaaɽíʔtun/ эквивалентно японскому тооку ханарэтэ иру («далеко [находится]»). В литературном японском наречия образуются добавлением к основе прилагательного окончания /-ku/, а /-sa/ используется только для образования субстантивированных существительных: акаи (яп. 赤い, красный) — акаса (яп. 赤さ, краснота).